# Fontaine Saint-Jean-Baptiste (Liège)
La fontaine Saint-Jean-Baptiste  est une fontaine située rue Hors-Château à Liège en Belgique.

## Historique

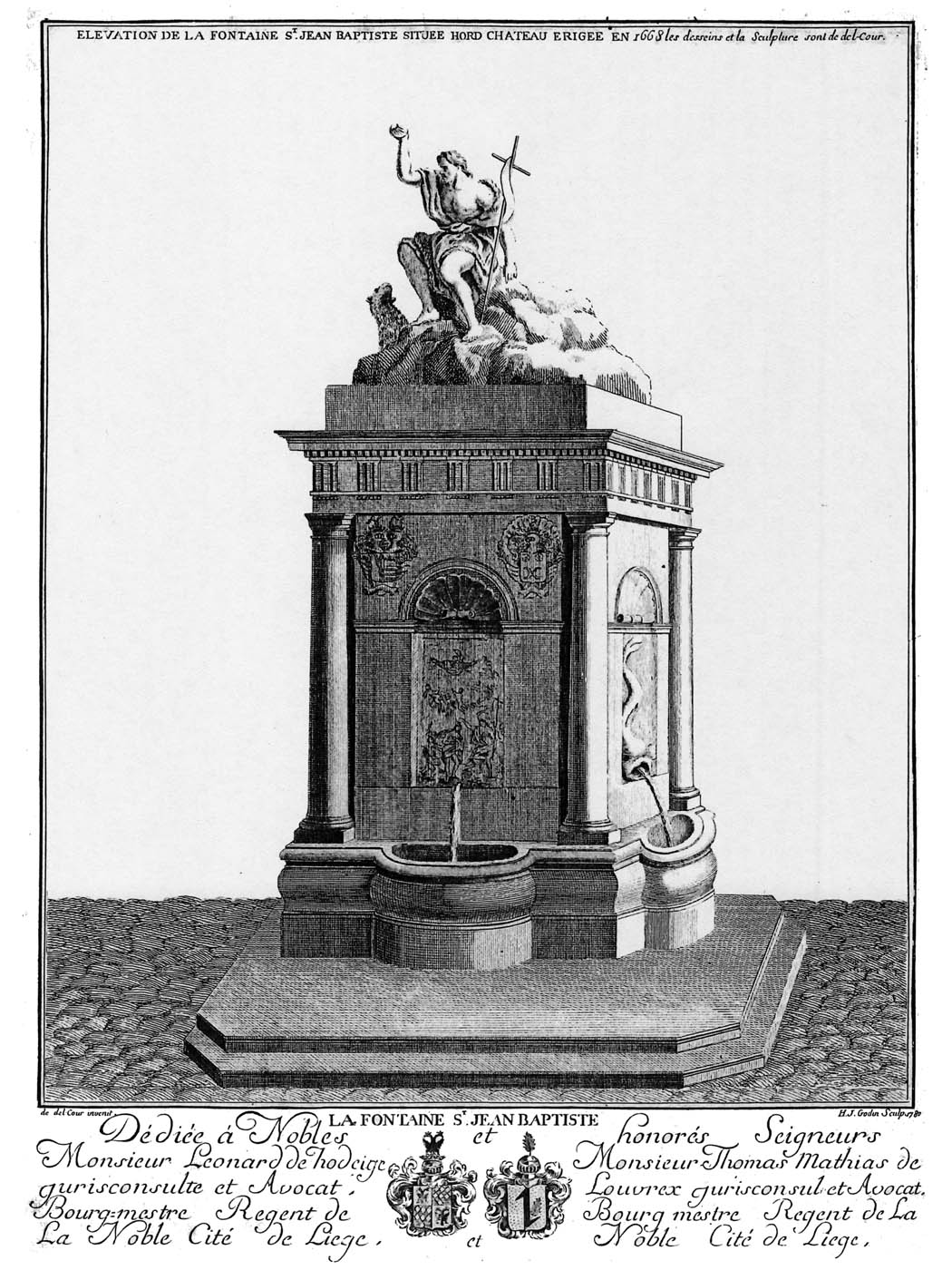
La fontaine Saint-Jean-Baptiste en 1780.

Érigée sur le territoire de l'ancienne paroisse Saint-Jean-Baptiste, la première fontaine date au moins du XIVe siècle et était alimentée par l'areine Richefontaine. Appelée Pih'rote, Pixherotte ou Pisseroule, elle est surnommée fontaine à deux Pisherottes, fontaine à deux jets, à partir du XVe siècle. À la fin du XVIe siècle, elle laisse la place à une fontaine à trois bouches. Celle-ci est reconstruite en 1612. Une nouvelle fontaine à quatre bassins, la fontaine actuelle, est érigée en 1634 remplaçant la dernière renversée. Les armes des bourgmestres Jean de Méan et Jean de Liverlo furent gravées sur le monument mais, à la fin du XVIIIe siècle, elles disparurent sur ordre des autorités révolutionnaires.
Jusqu'en 1667, la fontaine n'avait à son sommet qu'une espèce de rocher. C'est à ce moment que l'on plaça sur celui-ci le groupe en bronze de saint Jean-Baptiste et les bas-relief en bronze, premières œuvres de Jean Del Cour après son retour de la ville éternelle, Rome. 
Dans les années 1660, à la suite d'une rénovation de la fontaine, les armes des bourgmestres régents, Henri de Curtius et Pierre de Simonis, furent gravées avant d'être également enlevées à la révolution liégeoise. 
En 1719, selon la mode de l'époque, la statue est dorée et une grille en fer entoure le monument. Cette grille a été enlevée en 1751.
Peu s'en fallut que la statue elle-même ne pérît alors. Une lettre des commissaires Saunier, Richebourg, Philips et Martiny, agents principaux de la Commission exécutive des armes, demandait à la municipalité « s'il ne seroit pas possible de déplacer et emmagaziner le nommé Jean (sic), placé au dessus de la fontaine qui porte son nom, avec son mouton ». La municipalité, indignée, fit remarquer que « ces morceaux de l'art ne concernaient nullement l'agence des armes, poudres, etc., mais celle des arts et monuments, qui, ayant examiné tout ce qu'elle voulait envoyer dans l'intérieur de la République (lire à Paris et dans le centre de la France), cette dernière n'a pas trouvé à propos de déplacer ces morceaux ». D'ailleurs, ajoutaient les administrateurs de la ville, « l'inspecteur des travaux publics, présent à la séance, annonce que la Commission des Arts a déclaré qu'elle voulait laisser ces morceaux à Liège (59). » Ultérieurement, le 8 vendémiaire an VI (60) un arrêté municipal mit « sous la sauvegarde publique », la statue de saint Jean-Baptiste.
En 1838, celle-ci et le monument fut complètement restauré par M. Flesch, aîné. Il est de nouveau remis à neuf en 1905 et 2006.

## Architecture

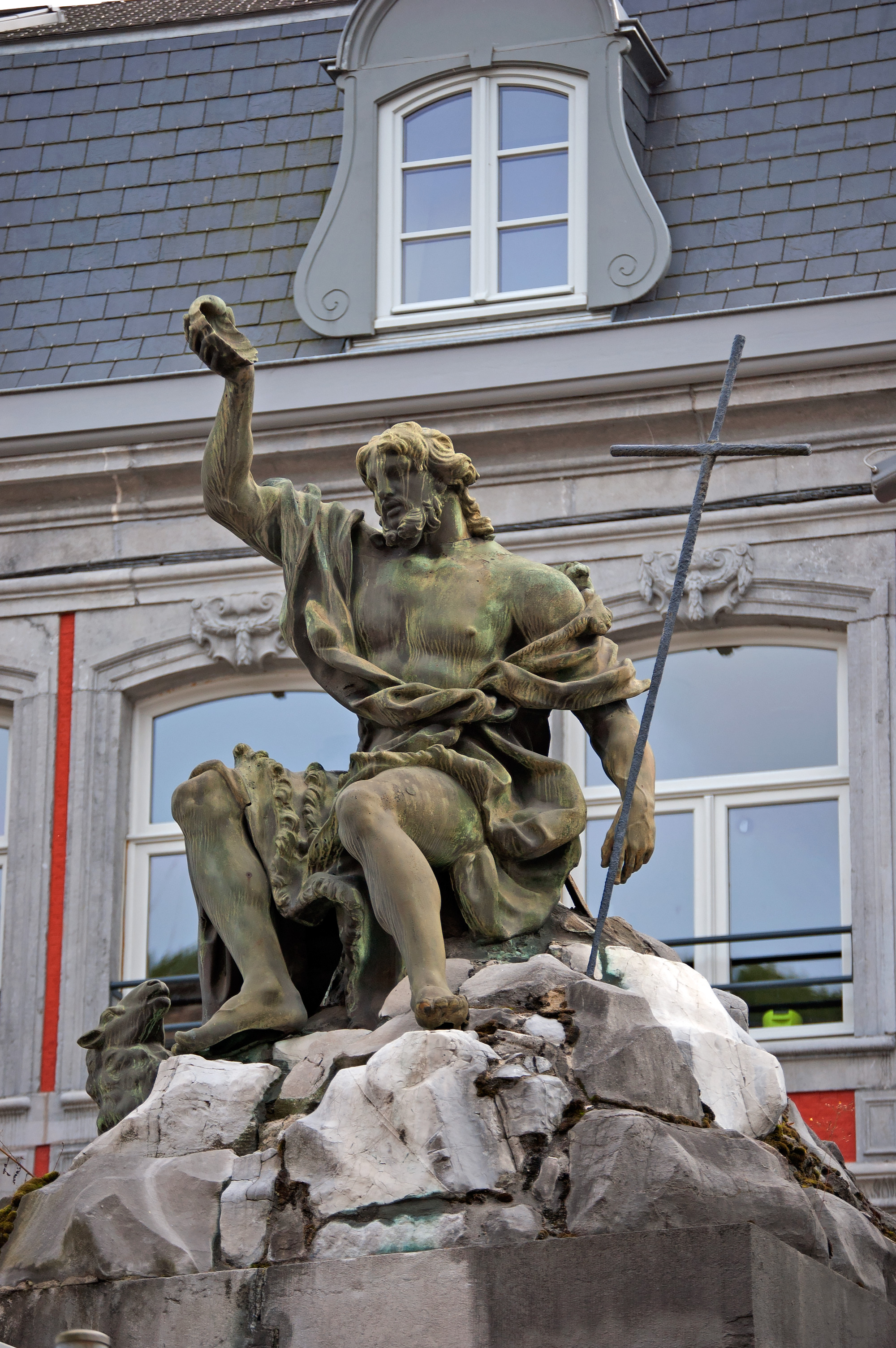
Détail de la statue de saint Jean-Baptiste.

L'ensemble mesure environ 5,50 m de haut. Cette fontaine se compose aujourd'hui d'un massif quadrangulaire dont chaque face, à l'exception de celle qui contient la porte de bronze est ornée d'une niche contenant un dauphin crachant son filet d'eau dans un bassin.
La sculpture porte les traces visibles du séjour de Jean Del Cour en Italie, mais il reproduit fidèlement les formes anatomiques. Le saint est assis sur le rocher. De la main gauche il tient la croix, dans l'autre, une coquille pour verser les eaux baptismales. Sur un des pans du socle un bas relief, en bronze également, représente le baptême du Christ par saint Jean. Le choix fait de saint Jean-Baptiste pour être représenté sur cette fontaine, s'explique uniquement par ce fait que celle-ci avait son siège en la paroisse répondant à ce vocable.